# Байрішцель
Байрішцель (нім. Bayrischzell) — громада в Німеччині, знаходиться на півдні землі Баварія, на кордоні з Австрією. Підпорядковується адміністративному округу Верхня Баварія. Входить до складу району Місбах.
Площа — 79,46 км2. Населення становить 1616 ос. (станом на 31 грудня 2020).